# Topetinho-pavão
Colibri-pavão ou topetinho-pavão (Lophornis pavoninus) é uma espécie de ave da família Trochilidae (beija-flores).
Pode ser encontrada nos seguintes países: Brasil, Guiana e Venezuela.
Os seus habitats naturais são: regiões subtropicais ou tropicais húmidas de alta altitude e florestas secundárias altamente degradadas.

## Subespécies
São reconhecidas duas subespécies:
- Lophornis pavoninus pavoninus (Salvin & Godman, 1882) - ocorre dos Tepuis do Sudeste da Venezuela até a Guiana, na região das montanhas Merumé;
- Lophornis pavoninus duidae (Chapman, 1929) - ocorre nos Tepuis do Sudeste da Venezuela, no Monte Duida e na região adjacente, nos tepuis menores.